# 贝尔纳·施梅茨
贝尔纳·施梅茨（法語：Bernard Schmetz，1904年3月21日—1966年6月11日），法国男子击剑运动员。他曾获得1932年夏季奥运会男子重剑团体金牌、1928年夏季奥运会男子重剑团体银牌和1936年夏季奥运会男子重剑团体铜牌。